# Ретуре, Жак
Блаженный Жак Ретуре (фр. Jacques Retouret), или Иаков Ретуре (лат. Iacobus Retouret; 15 сентября 1746 года, Лимож, Французское королевство — 26 августа 1794 года, остров Иль-Мадам (фр. l'île Madame) близ Рошфора, Французская республика) — священник Римско-католической церкви, член Ордена братьев Пресвятой Девы Марии с горы Кармил (O.Carm.), мученик.

## Биография
Жак Ретуре родился в Лиможе 15 сентября 1746 года в семье буржуа Этьена Ретуре и Мари, урождённой Тёлье. Сразу после рождения он был крещен в соборе Святого Петра настоятелем, который приходился ему дядей по линии матери. Получил хорошее образование в коллегии иезуитов в Лиможе. В раннем возрасте почувствовал призвание к монашеству. Талантливого юношу приглашали к себе иезуиты и бенедиктинцы, но выбор его пал на кармелитов. 23 мая 1762 года, в возрасте пятнадцати лет, в монастыре Арен в Лиможе он вступил в Орден братьев Пресвятой Девы Марии с горы Кармил, и 31 мая того же года принёс монашеские обеты. Вскоре после этого его направили на курсы риторики в Ла-Рошфуко, после которых, в течение пяти лет, он изучал философию и теологию. Во время обучения был рукоположен в сан священника Луи-Шарлем дю Плесси д’Aржентре, епископом Лиможа.
По благословению руководства ордена, проповедовал в церквях и соборах на юго-западе Франции. Несмотря на начавшиеся проблемы со здоровьем, не отказался от возложенного на него послушания. Ежедневно служил мессу.
Во время Великой Французской революции отказался присягать на верность республике, за что подвергся репрессиям со стороны революционеров. Чуть позже, введённый в заблуждение неким клириком, но присягнул новому государству. Однако, когда был принят закон, которым в одностороннем порядке в стране вводилось исключительно гражданское право, посягавшее на автономию церковного института, он выступил против. За этот отказ его обвинили в контрреволюционной деятельности и заключили под стражу. 22 февраля 1794 года он был арестован Гийомом Имбером, комиссаром Лиможа и вскоре осужден. Его приговорили к депортации и каторжным работам во Французской Гвиане. 
27 марта 1794 года тюремный врач засвидетельствовал, что заключённый Жак Ретуре не может быть депортирован по состоянию здоровья. Однако, через два дня его в числе сорока священников перевезли Рошфор, где погрузили на корабль «Два акционера». В это время флот Великобритании, которая воевала с Францией, блокировал порт. Приговорённые к депортации находились в кубрике корабля в тяжёлых условиях. В июне 1794 года среди заключенных началась эпидемия тифа, они страдали от голода, холода и жестокого обращения. Не выдержав испытаний, Жак Ретуре умер в ночь с 25 на 26 августа 1794 года и был похоронен на острове Иль-Мадам, близ Рошфора.

## Почитание
Ежегодно с 1910 года в августе католики совершают паломничество на остров к месту захоронения клириков. 1 октября 1995 года Папа Иоанн Павел II причислил Жака Ретуре к лику блаженных, вместе с шестьюдесятью тремя другими священниками и монашествующими — мучениками времён Великой Французской революции.
Литургическая память ему совершается в Римско-католической церкви 26 августа, в день его смерти. В ордене на 26 августа попадает другой праздник — экстаз святой Терезы Иисуса, поэтому память Жака Ретуре иногда отмечается 18 августа с тремя другими мучениками близ Рошфора из Ордена босых братьев Пресвятой Девы Марии с горы Кармил — Жаном-Батистом Дювернеем, Мишелем-Луи Брюларом и Жаком Ганьо.